# Katharinenstraße 3 (Leipzig)

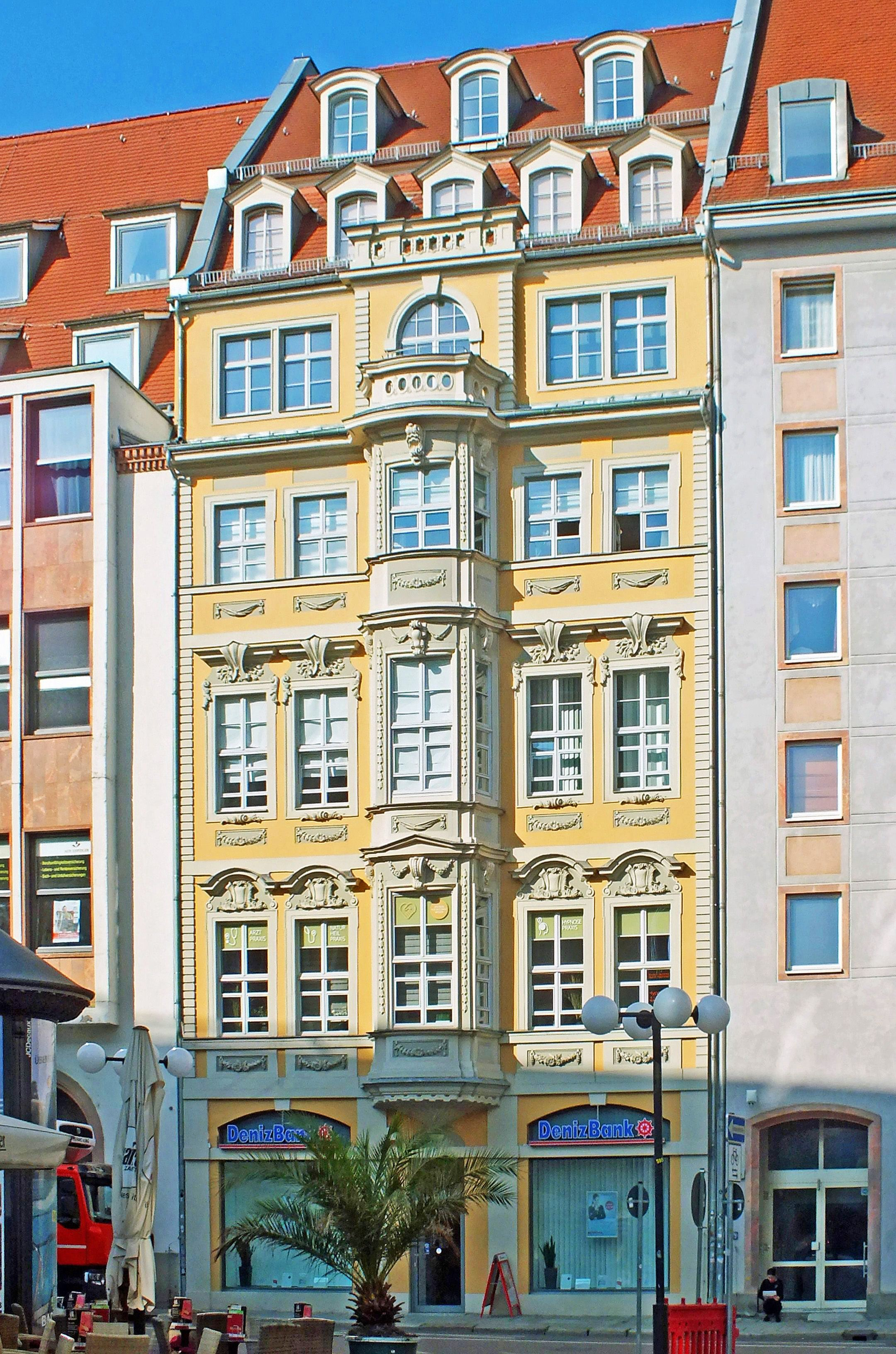
Katharinenstraße 3 (2017)

Das Haus Katharinenstraße 3 (in älteren Quellen auch Oertels Haus) ist ein Wohn- und Geschäftshaus in der Leipziger Innenstadt. Es ist eines der wenigen erhaltenen Zeugen des Barock in Leipzig und steht unter Denkmalschutz.

## Architektur
Das fünfgeschossige Haus bietet zur Katharinenstraße nur eine Breite von 15 Metern mit fünf Fensterachsen. Über der Ladenzone mit zwei großen Schaufenstern folgen zwei Stockwerke mit größeren Raumhöhen als sie die oberen beiden Etagen aufweisen.
Die Mittelachse wird durch einen konvexen, dreigeschossigen Kastenerker betont, dessen Boden eine Muschelform zeigt. Über seiner dritten Etage trägt er einen kleinen Balkon. Die Fensterbrüstungen der ersten drei Oberetagen sind mit Festons dekoriert. Die Fenster der ersten und zweiten Oberetage weisen unterschiedliche kunstvolle Bekrönungen auf. Das Mansarddach hat zwei Reihen von Dachgauben. Im hinteren Teil des Hauses gehen Fenster in die Höfe der Nachbargrundstücke.

## Geschichte

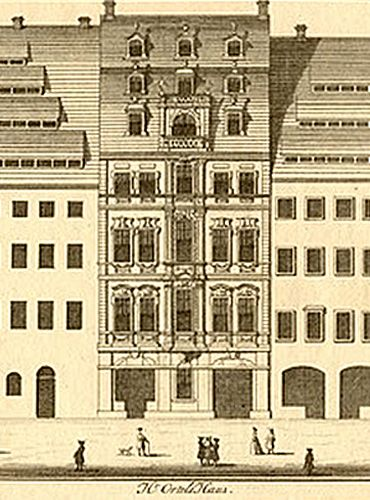
Oertels Haus 1750
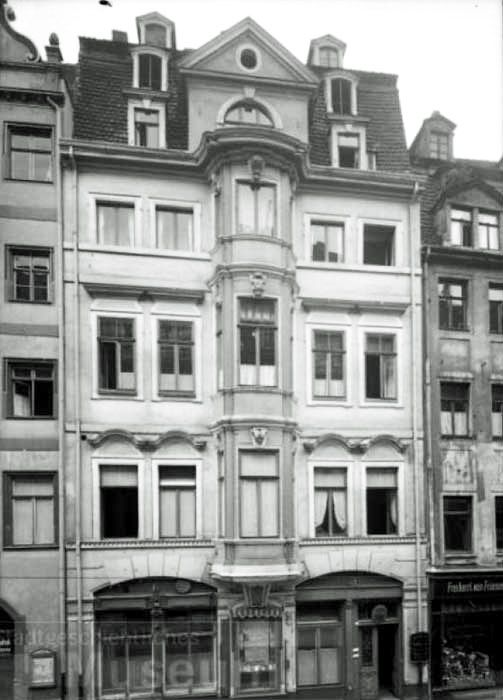
… und 1905

Das Haus wurde 1709 vom Leipziger Zimmerermeister Johann Christian Schmidt erbaut, aber bereits im nächsten Jahr vom Kaufmann Theodor Oertel erworben. Bis zum Beginn des 20. Jahrhunderts hatte es Einiges von seinem barocken Bauschmuck verloren und Umbauten im oberen Bereich erfahren.
Im Zweiten Weltkrieg wurde es neben der total zerstörten Alten Waage nur gering beschädigt. In der 1996 abgeschlossenen umfassenden Sanierung wurde der Originalzustand aus seiner Entstehungszeit wieder weitestgehend hergestellt.